# Seznam ulic na Ponavě
Seznam ulic na Ponavě uvádí přehled ulic a veřejných prostranství na území evidenční části obce Ponava v Brně, která je územně totožná s katastrálním územím Ponava a tvoří část městské části Brno-Královo Pole.

## Seznam
| Název                 | Pojmenováno po                       | Souřadnice                       | Obrázek | Commons                  | RÚIAN  | Mapy.cz                       |
| --------------------- | ------------------------------------ | -------------------------------- | ------- | ------------------------ | ------ | ----------------------------- |
| Antonína Macka        | Antonín Macek                        | 49°13′4″ s. š., 16°35′58″ v. d.  |         | Antonína Macka (Brno)    | 20923  | stre&id=78938                 |
| Botanická             | botanická zahrada                    | 49°12′23″ s. š., 16°36′1″ v. d.  |         | Botanická (Brno)         | 21610  | stre&id=79006                 |
| Chaloupeckého náměstí | Jiří František Chaloupecký           | 49°12′43″ s. š., 16°35′59″ v. d. |         | Chaloupeckého náměstí    | 24554  | stre&id=79299                 |
| Chlupova              | Jan Chlup                            | 49°12′42″ s. š., 16°35′40″ v. d. |         | Chlupova (Brno)          | 22217  | stre&id=79066                 |
| Chodská               | Chodsko                              | 49°13′ s. š., 16°35′38″ v. d.    |         | Chodská (Brno)           | 22233  | stre&id=79068                 |
| Cimburkova            | Ctibor Tovačovský z Cimburka         | 49°13′3″ s. š., 16°36′25″ v. d.  |         | Cimburkova (Brno)        | 22322  | stre&id=79077                 |
| Domažlická            | Domažlice                            | 49°12′54″ s. š., 16°35′51″ v. d. |         | Domažlická (Brno)        | 22799  | stre&id=79124                 |
| Drobného              | František Drobný                     | 49°12′39″ s. š., 16°36′47″ v. d. |         | Drobného (Brno)          | 22900  | stre&id=79135                 |
| Dělostřelecká         | kasárna                              | 49°12′51″ s. š., 16°36′21″ v. d. |         | Dělostřelecká (Brno)     | 801020 | stre&id=153753                |
| Hrnčířská             | hrnčíř                               | 49°12′33″ s. š., 16°35′50″ v. d. |         | Hrnčířská (Brno)         | 24325  | stre&id=79276                 |
| Kabátníkova           | Ladislav Kabátník                    | 49°12′40″ s. š., 16°36′4″ v. d.  |         | Kabátníkova              | 25194  | stre&id=79363                 |
| Kartouzská            | Královo Pole                         | 49°12′58″ s. š., 16°35′53″ v. d. |         | Kartouzská (Brno)        | 25453  | stre&id=79389                 |
| Klatovská             | Klatovy                              | 49°12′36″ s. š., 16°35′45″ v. d. |         | Klatovská (Brno)         | 25542  | stre&id=79398                 |
| Klusáčkova            | Otakar Klusáček                      | 49°12′44″ s. š., 16°35′41″ v. d. |         | Klusáčkova               | 25691  | stre&id=79413                 |
| Kounicova             | Václav Robert z Kounic               | 49°12′22″ s. š., 16°35′49″ v. d. |         | Kounicova (Brno)         | 26158  | stre&id=79459                 |
| Pionýrská             | průkopník                            | 49°12′30″ s. š., 16°36′24″ v. d. |         | Pionýrská (Brno)         | 29564  | stre&id=79799                 |
| Poděbradova           | Jiří z Poděbrad                      | 49°13′6″ s. š., 16°35′59″ v. d.  |         | Poděbradova (Brno)       | 29793  | stre&id=79821                 |
| Porgesova             | Filip Porges                         | 49°13′13″ s. š., 16°36′44″ v. d. |         | Porgesova                | 725005 | stre&id=145323                |
| Ptašínského           | František Ptašinský                  | 49°12′42″ s. š., 16°36′0″ v. d.  |         | Ptašínského              | 30562  | stre&id=79898                 |
| Reissigova            | Rudolf Reissig                       | 49°12′58″ s. š., 16°36′8″ v. d.  |         | Reissigova               | 30741  | stre&id=79916                 |
| Rybníček              | Ponávka                              | 49°12′40″ s. š., 16°36′18″ v. d. |         | Rybníček (Brno)          | 31160  | stre&id=79958                 |
| Skřivanova            | Josef Skřivan                        | 49°12′35″ s. š., 16°36′18″ v. d. |         | Skřivanova (Brno)        | 31593  | stre&id=80000                 |
| Sportovní             | sport                                | 49°13′54″ s. š., 16°35′40″ v. d. |         | Sportovní (Brno)         | 32093  | stre&id=80050                 |
| Staňkova              | Karel Staněk                         | 49°12′42″ s. š., 16°36′13″ v. d. |         | Staňkova (Brno)          | 32123  | stre&id=80053                 |
| Střední               | místo                                | 49°12′45″ s. š., 16°36′18″ v. d. |         | Střední (Brno)           | 32328  | stre&id=80073                 |
| Tábor                 |                                      | 49°12′49″ s. š., 16°35′38″ v. d. |         | Tábor (Brno)             | 33103  | stre&id=80150                 |
| U Červeného mlýna     |                                      | 49°12′57″ s. š., 16°36′10″ v. d. |         | U Červeného mlýna (Brno) | 35971  | stre&id=80437                 |
| Vnitřní               | místo                                | 49°12′38″ s. š., 16°36′19″ v. d. |         | Vnitřní (Brno)           | 34681  | stre&id=80308                 |
| sady Národního odboje | československý protinacistický odboj | 49°12′45″ s. š., 16°35′38″ v. d. |         | Sady Národního odboje    | 33138  | base&id=2006262 stre&id=80153 |
| Šelepova              | František Šelepa                     | 49°12′45″ s. š., 16°35′35″ v. d. |         | Šelepova                 | 36919  | stre&id=80530                 |
| Štefánikova           | Milan Rastislav Štefánik             | 49°12′42″ s. š., 16°36′7″ v. d.  |         | Štefánikova (Brno)       | 22675  | stre&id=79111                 |
| Šumavská              | Šumava                               | 49°12′42″ s. š., 16°35′46″ v. d. |         | Šumavská (Brno)          | 33014  | stre&id=80142                 |